# Bầu cử tổng thống Cabo Verde 2011
Cuộc bầu cử tổng thống được tổ chức tại Cabo Verde vào ngày 7 tháng 8 năm 2011, với vòng hai diễn ra ngày 21 tháng 8. Jorge Carlos Fonseca của Phong trào Dân chủ là người chiến thắng khi nhận được hơn 54% số phiếu ở vòng hai.

## Kết quả
| Ứng cử viên                       | Ứng cử viên                  | Đảng                                        | Vòng đầu  | Vòng đầu | Vòng hai  | Vòng hai |
| Ứng cử viên                       | Ứng cử viên                  | Đảng                                        | Phiếu bầu | %        | Phiếu bầu | %        |
| --------------------------------- | ---------------------------- | ------------------------------------------- | --------- | -------- | --------- | -------- |
|                                   | Jorge Carlos Fonseca         | Phong trào vì Dân chủ                       | 60.887    | 37.79    | 97.735    | 54.26    |
|                                   | Manuel Inocêncio Sousa       | Đảng người Phi vì sự độc lập của Cabo Verde | 52.612    | 32.66    | 82.379    | 45.74    |
|                                   | Aristides Lima               | Độc lập                                     | 44.648    | 27.71    |           |          |
|                                   | Joaquim Jaime Monteiro       | Độc lập                                     | 2.958     | 1.84     |           |          |
| Tổng cộng                         | Tổng cộng                    | Tổng cộng                                   | 161.105   | 100.00   | 180.114   | 100.00   |
|                                   |                              |                                             |           |          |           |          |
| Phiếu bầu hợp lệ                  | Phiếu bầu hợp lệ             | Phiếu bầu hợp lệ                            | 161.105   | 98.86    | 180.114   | 98.77    |
| Phiếu bầu không hợp lệ/trống      | Phiếu bầu không hợp lệ/trống | Phiếu bầu không hợp lệ/trống                | 1.855     | 1.14     | 2.249     | 1.23     |
| Tổng cộng phiếu bầu               | Tổng cộng phiếu bầu          | Tổng cộng phiếu bầu                         | 162.960   | 100.00   | 182.363   | 100.00   |
| Cử tri phiếu bầu đã đăng ký       | Cử tri phiếu bầu đã đăng ký  | Cử tri phiếu bầu đã đăng ký                 | 304.621   | 53.50    | 304.621   | 59.87    |
| Nguồn: African Elections Database |                              |                                             |           |          |           |          |